# 2013 GN137
2013 GN137, também escrito como 2013 GN137, é um objeto transnetuniano que está localizado no Cinturão de Kuiper, uma região do Sistema Solar. Este corpo celeste é classificado como um cubewano. Ele possui uma magnitude absoluta de 7,0 e tem um diâmetro estimado de 175 km.

## Descoberta
2013 GN137 foi descoberto no dia 4 de abril de 2013 pelo Outer Solar System Origins Survey.

## Órbita
A órbita de 2013 GN137 tem uma excentricidade de 0,072 e possui um semieixo maior de 44,372 UA. O seu periélio leva o mesmo a uma distância de 41,197 UA em relação ao Sol e seu afélio a 47,546 UA.